# Felix Herriger
Felix Herriger (* 21. Juni 1908 in Kempen; † 29. November 2009 in Ulm) war ein deutscher Elektrotechniker und Manager.

## Werdegang
Felix Herriger besuchte das Prinz-Georg-Gymnasium in Düsseldorf und studierte nach seinem Abitur im Jahr 1927 an der Technischen Hochschule München. Nach Abschluss des Studiums als Elektro-Ingenieur erhielt er 1932 eine Anstellung im Entwicklungslaboratorium für Senderöhren bei der Telefunken-Gesellschaft in Berlin-Siemensstadt. Er verfasste dort seine Dissertation unter dem Titel „Untersuchungen an Barkhausen-Kurz-Schwingungen“. 1934 wurde er an der Technischen Hochschule Dresden zum Dr.-Ing. promoviert.
Im Jahr 1937 wechselte er zur C. Lorenz AG, seit 1930 ein Tochterunternehmen des Mischkonzerns International Telephone & Telegraph Corporation aus New York. Dort leitete er die Einrichtung und den anschließenden Betrieb eines Laboratoriums für Senderöhren und übernahm nach Ende des Zweiten Weltkriegs den Aufbau und die Leitung des Lorenz-Bildröhrenwerks in Esslingen am Neckar. Anfang 1954 übernahm er gemeinsam mit Max Rieger die Geschäftsführung der G. Schaub Apparatebau-Gesellschaft m.b.H. in Pforzheim, kurz bevor sie im Oktober 1954 als neue Abteilung in die Muttergesellschaft C. Lorenz überging. Dort war er anschließend ein Mitglied des Vorstands. Nach deren Fusion mit der Standard Elektrik AG zur Standard Elektrik Lorenz AG war er auch dort noch für vier Jahre bis 1962 im Vorstand für das gesamte Rundfunk- und Fernsehgeräte-Geschäft zuständig.
Im Jahr 1962 wechselte er noch einmal das Unternehmen und wurde Mitglied der Geschäftsführung der Telefunken GmbH, ab 1963 Telefunken AG. Sein Geschäftsbereich war „Bauelemente“. Von 1964 war er zunächst Stellvertreter, ab 1965/66 schließlich Vorstandsvorsitzender von Telefunken. Nach der Verschmelzung von AEG und Telefunken war er von 1967 bis 1971 stellvertretender Vorstandsvorsitzender der Allgemeinen Elektricitäts-Gesellschaft AEG-Telefunken mit Sitz in Frankfurt am Main. Herriger übernahm die Leitung für das Gerätegeschäft mit den beiden Fachbereichen „Rundfunk- und Fernsehgeräte“ und „Phono- und Magnetbandgeräte“.
Ab 1968 war Herriger Präsident des Zentralverbandes Elektrotechnik- und Elektronikindustrie (ZVEI) und Mitglied im Präsidium des Bundesverbandes der Deutschen Industrie (BDI). Von November 1966 bis Mai 1973 war er Vorsitzender, zunächst der Gesellschaft der Freunde und Förderer der Medizinisch-Naturwissenschaftlichen Hochschule Ulm und seit 1967 der daraus hervorgegangenen Ulmer Universitätsgesellschaft.

## Ehrungen
Felix Herriger war Ehrensenator der Universität Ulm und erhielt 1972 das Große Verdienstkreuz des Verdienstordens der Bundesrepublik Deutschland.

## Schriften
- Untersuchungen an Barkhausen-Kurz-Schwingungen. – Dresden TeH., Dissertation, 1934